# Estemonuràcies
Stemonuraceae és una família de plantes amb flors eucotiledònies. Consta de 12 gèneres i unes 95 espècies. La seva distribució és tropical especialment des de Malàisia a Austràlia Són arbres de fulles enteres amb flors petites disposades en cimes les quals porten estams rígids i molt pilsos, el fruit és una drupa.
Aquest família ha estat reconeguda per sistemes moderns de classificació com el APG III de 2009. Anteriorment, els seus gèneres estaven dins Icacinaceae, però s'ha vist que és un clade monofilètic.

## Gèneres
Aquesta llista té la seva font en l'Angiosperm Phylogeny Website i Kew Botanical Gardens
- Cantleya Ridley
- Codiocarpus R.A.Howard
- Discophora Miers
- Gastrolepis Tiegh.
- Gomphandra Wall. ex Lindley
- Grisollea Baillon
- Hartleya Sleumer
- Irvingbaileya R.A.Howard
- syn.: Kummeria Martius = Discophora Miers
- Lasianthera P.Beauv.
- Medusanthera Seem.
- Stemonurus Blume
- syn.: Tylecarpus Engler = Medusanthera Seem.
- syn.: Urandra Thwaites = Stemonurus Blume
- Whitmorea Sleumer